# Hrabstwo Hamilton (Nebraska)

Piramida wieku hrabstwa

Hrabstwo Hamilton (ang. Hamilton County) – hrabstwo w stanie Nebraska w Stanach Zjednoczonych. W roku 2010 liczba mieszkańców wyniosła 9403. Stolicą i największym miastem jest Aurora.

## Geografia
Całkowita powierzchnia wynosi 1416,7 km² z czego woda stanowi 7,8 km² (0,57%) .

### Miejscowości
- Aurora
- Overland (CDP)

### Wioski
- Giltner
- Hampton
- Hordville
- Marquette
- Phillips
- Stockham